# Tern (đảo của Hawaii)

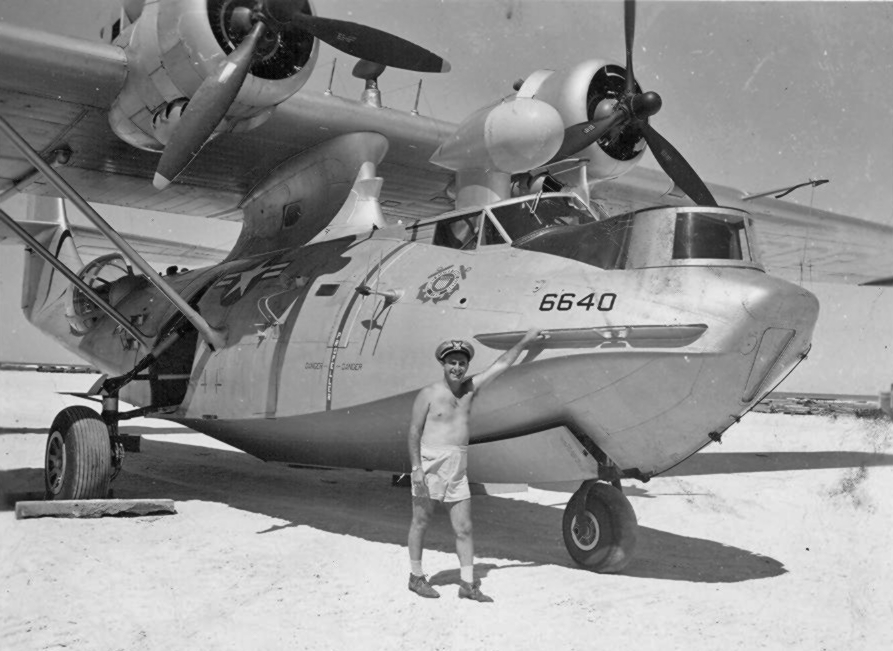
Tàu bay PBY-5A tại đảo Tern vào năm 1953

Đảo Tern (tiếng Anh: Tern Island) là một đảo san hô nhỏ nằm trong Các bãi cạn Frigate Pháp thuộc quần đảo Tây Bắc Hawaii, cách đảo Oahu xấp xỉ 490 dặm về phía tây tây bắc. Đảo này có diện tích khoảng 105.276 m² (26.014 mẫu Anh). Đảo là địa điểm sinh sản của rất nhiều chim biển cùng như đồi mồi dứa và hải cẩu thầy tu Hawaii. Cục Hoang dã và Cá Hoa Kỳ duy trì đảo này như một trạm nghiên cứu thực địa trong Khu bảo vệ hải dương quốc gia Papahānaumokuākea.

## Lịch sử
Tháng 8 năm 1942, Đại đội B thuộc Tiểu đoàn Công binh Hải quân số 5 của Hoa Kỳ tiến hành kéo dài đảo từ 1.880 foot (570 m) thành 3.100 foot (940 m), đồng thời chuẩn hoá chiều rộng đảo ở mức 350 foot (110 m). Trạm hàng không hải quân này có chức năng chính là sân đỗ khẩn cấp cho các phi cơ bay giữa Hawaii và rạn san hô vòng Midway. Hiện thời tại đây vẫn còn di tích đê biển, đường băng và một số ngôi nhà xây từ giai đoạn lịch sử đó.
Sân bay trên đảo được điều hành bởi Hải quân Hoa Kỳ từ năm 1942 đến năm 1946. Sau khi hải quân rời đi, ngư dân làm việc cho Công ty Đánh cá Bờ biển (Seaside Fishing Company) và Công ty Ngư nghiệp Hawaii-Hoa Kỳ (Hawaiian-American Fisheries Company) sử dụng cảng và đường băng tại đây cho mục đích đánh bắt cá và rùa biển. Từ năm 1952 đến 1979, đảo Tern là trạm hoạt động của lực lượng Tuần duyên Hoa Kỳ.
Hoa Kỳ đã tiến hành các hoạt động nâng cấp cơ sở hạ tầng trên đảo Tern như dọn dẹp rác thải, cải tiến các bồn chứa nước, lắp đặt hệ thống pin năng lượng mặt trời và máy lọc nước thẩm thấu ngược.